# Liste der Kulturdenkmäler in Kallstadt
In der Liste der Kulturdenkmäler in Kallstadt sind alle Kulturdenkmäler der rheinland-pfälzischen Ortsgemeinde Kallstadt aufgeführt. Grundlage ist die Denkmalliste des Landes Rheinland-Pfalz (Stand: 19. Dezember 2024).

## Einzeldenkmäler
| Bezeichnung                    | Lage                                          | Baujahr                                | Beschreibung | Bild                           |
| ------------------------------ | --------------------------------------------- | -------------------------------------- | --- | ------------------------------ |
| Kellerpforte und Spolie        | Backhausgasse, an Nr. 10 Lage                 | 1600                                   | Kellerpforte, Renaissancegewände, bezeichnet 1600, Scheitelstein bezeichnet 1729; Maskenfragment, wohl aus dem 17. Jahrhundert | BW                             |
| Hoftor                         | Freinsheimer Straße, an Nr. 8 Lage            | 1600                                   | Hoftor, bezeichnet 1600 | BW                             |
| Spolie                         | Freinsheimer Straße, an Nr. 16 Lage           | 18. Jahrhundert                        | reliefierter spätbarocker Volutenstein, 18. Jahrhundert | BW                             |
| Pforte                         | Freinsheimer Straße, an Nr. 21 Lage           | spätes 16. oder 17. Jahrhundert        | Pforte einer Toranlage, Gewände des späten 16. oder 17. Jahrhunderts, Türblatt 18. Jahrhundert | BW                             |
| Winzergenossenschaft           | Freinsheimer Straße 35 Lage                   | 1903                                   | ehemalige Winzergenossenschaft; Hauptgebäude mit Neurenaissancefassade, Tor bezeichnet 1903; unter den Gebäuden stollenartige Gewölbekeller | BW                             |
| Wohnhaus                       | Hebengasse 6b/8 Lage                          | 1747                                   | Nr. 6b barocker Mansardwalmdachbau, bezeichnet 1747; zweiteilige Toranlage (zu Nr. 8) bezeichnet 1769; sogenannter Hebenstein, bezeichnet 1548; straßenbildprägend | BW                             |
| Wohnhaus                       | Leistadter Straße 1 Lage                      | Ende des 19. Jahrhunderts              | Putzbau, spätklassizistische und Schweizer-Stil-Motive, Ende des 19. Jahrhunderts, über älterem Keller | BW                             |
| Hofanlage                      | Neugasse 6/8 Lage                             | 19. Jahrhundert                        | Doppelhofanlage, 19. Jahrhundert; eineinhalbgeschossiger Putzbau, bezeichnet 1821, zweites Wohnhaus bezeichnet 1855 | BW                             |
| Synagoge                       | Neugasse 10 Lage                              | 1837                                   | ehemalige Synagoge, heute Wohnhaus; Putzbau, klassizistische und ägyptisierende Motive, 1837, Architekt August von Voit, Speyer | BW                             |
| Grabmäler                      | Steinackerweg, auf dem Friedhof Lage          | 1872                                   | Friedhof 1872 angelegt, 1912 erweitert; Grabmal Astfalk, Galvanoplastik, um 1900; Grabanlage Familie Koehler-Ruprecht, drei Ädikulagrabmäler, spätes 19. Jahrhundert; Grabmal J. H. Bender († 1908), Stele mit Zierrat; Grabmal Schröder, klassizierendes Kupferrelief (wiederverwendet)   | BW                             |
| Wohnhaus                       | Weinstraße 9/11 Lage                          | 1911                                   | villenartiges Wohnhaus; Nr. 9 Quaderbau mit Standerker, 1911, Nr. 11 1926–28 angefügt | BW                             |
| Pfalz- oder Propsthof          | Weinstraße 31/31a Lage                        | spätes 16. bis 19. Jahrhundert         | Pfalz- oder Propsthof; Putzbauten, spätes 16. bis 19. Jahrhundert; Hofportal des Hauptbaus bezeichnet 1597, Kellerportal des Nebengebäudes bezeichnet 1594, Hoftor bezeichnet 1596 | BW                             |
| Hofanlage                      | Weinstraße 47 Lage                            | frühes 19. Jahrhundert                 | Hofanlage, frühes 19. Jahrhundert; Wohnhaus bezeichnet 1810, Schuppen 1894; Gartenpfortenpfeiler bezeichnet 159[x] | BW                             |
| Hofanlage                      | Weinstraße 48 Lage                            | 1776                                   | spätbarocker Hakenhof; Wohnhaus und Scheune bezeichnet 1776, Remise 1921 | BW                             |
| Hofanlage                      | Weinstraße 49 Lage                            | zweite Hälfte des 18. Jahrhunderts     | Dreiseithof, zweite Hälfte des 18. Jahrhunderts; Wohnhaus mit Rokokofassade, ehemalige bezeichnet 1778, Anbau bezeichnet 1816 | BW                             |
| Spolie                         | Weinstraße, an Nr. 70 Lage                    | um 1700                                | Schlussstein eines ehemaligen Hoftors, aufwändige Hausmarke, um 1700 | BW                             |
| Wohnhaus                       | Weinstraße 73 Lage                            | 15. oder 16. Jahrhundert               | Wohnhaus mit hohem Krüppelwalmdach, 15. oder 16. Jahrhundert | BW                             |
| Gasthaus „Weinkastell“         | Weinstraße 80/82 Lage                         | 1956                                   | Gasthaus „Weinkastell“; historisierender Fachwerkbau, teilweise massiv, 1956, Architekt Ernst Koehler; zugehörig spätbarocke Fassade von Nr. 82 | Fotos hochladen                |
| Gasthof „Zum Goldenen Hirsch“  | Weinstraße 84 Lage                            | 18. Jahrhundert                        | ehemaliger Gasthof „Zum Goldenen Hirsch“; Hofanlage, 18. Jahrhundert; spätbarocker Torhausbau, teilweise Fachwerk, bezeichnet 1729 mit älteren Teilen (1556); ehemaliges Wirtshausschild bezeichnet 1730                                                                                   | BW                             |
| Hofanlage                      | Weinstraße 90 Lage                            | zweite Hälfte des 19. Jahrhunderts     | Winzerhof, stattlicher Vierseithof, zweite Hälfte des 19. Jahrhunderts; spätklassizistischer Putzbau, 1872, Wirtschaftsgebäude 1871 | BW                             |
| Hofanlage                      | Weinstraße 91 Lage                            | frühes 18. Jahrhundert                 | Winzerhof, frühes 18. Jahrhundert mit älteren Teilen (16. oder 17. Jahrhundert); zweiteiliges Wohnhaus, teilweise Fachwerk, bezeichnet 1708 und 1721 | BW                             |
| Hofanlage                      | Weinstraße 93 Lage                            | spätes 16. oder frühes 17. Jahrhundert | Dreiseithof; stattliches Wohnhaus, massives Erdgeschoss spätes 16. oder frühes 17. Jahrhundert, spätbarockes Sichtfachwerk in Obergeschoss und Giebel frühes 18. Jahrhundert, Ökonomiebauten 19. Jahrhundert                                                                               | Fotos hochladen                |
| Hofanlage                      | Weinstraße 96 Lage                            | 1748                                   | Hakenhof; hockgesockelter eingeschossiger spätbarocker Krüppelwalmdachbau, bezeichnet 1748; fragmentierte Renaissance-Toranlage, spätes 16. oder frühes 17. Jahrhundert | BW                             |
| Protestantisches Pfarrhaus     | Weinstraße 101 Lage                           | 1737                                   | ehemaliges protestantisches Pfarrhaus; stattlicher Hakenhof; hockgesockelter eingeschossiger spätbarocker Krüppelwalmdachbau, bezeichnet 1738, Hoftor bezeichnet 1737; in den ehemaligen Wirtschaftsgebäuden Spolien: Torfragment bezeichnet 1605, Pforte bezeichnet 1563; Baumkelter 1832 | BW                             |
| Hofanlage                      | Weinstraße 102 Lage                           | 16. oder 17. Jahrhundert               | Dreiseithof; hockgesockeltes eineinhalbgeschossiges Wohnhaus, 16. oder 17. Jahrhundert, Erweiterung bezeichnet 1732 | BW                             |
| Schulhaus                      | Weinstraße 103 Lage                           | 1753                                   | ehemaliges protestantisches Schulhaus; eingeschossiger hochgesockelter Putzbau, bezeichnet 1753 | BW                             |
| Pforte                         | Weinstraße, gegenüber Nr. 106 Lage            | 1607                                   | Pforte des ehemaligen Friedhofs, bezeichnet 1607 | BW                             |
| Protestantische Salvatorkirche | Weinstraße 107 Lage                           | 13. Jahrhundert                        | gotischer ehemaliger Chorturm, um 1400, im Kern aus dem 13. Jahrhundert, barocke Haube, 1750; barocker Saalbau, bezeichnet 1772 | weitere Bilder Fotos hochladen |
| Löwenbrunnen                   | Weinstraße, bei Nr. 107 Lage                  | 18. Jahrhundert                        | Löwenbrunnen, Brunnenpfeiler des 18. Jahrhunderts, Sandsteintrog bezeichnet 1839 | Fotos hochladen                |
| Kriegerdenkmal                 | Weinstraße, bei Nr. 107 Lage                  | um 1930                                | Kriegerdenkmal 1914/18, um 1930, nach 1945 erweitert | Fotos hochladen                |
| Pforte                         | Weinstraße, an Nr. 114 Lage                   | um 1700                                | aufwändige Rechteckpforte, um 1700 | BW                             |
| Winzergenossenschaft           | Weinstraße 126 Lage                           | 1910                                   | Winzergenossenschaft mit Gaststätte, villenartiger Mansardwalmdachbau, bezeichnet 1910 | Fotos hochladen                |
| Weingut Annaberg               | südwestlich des Ortes (Annabergstraße 1) Lage | 1840–43                                | Vierseithof, 1840–43; eineinhalbgeschossiges spätklassizistisches Wohnhaus, ehemalige Walmdachscheune mit Teilen von 1779; Landschaftsgarten, wohl aus dem zweiten Viertel des 19. Jahrhunderts                                                                                            | BW                             |
| Bismarckturm                   | westlich des Ortes auf dem Peterskopf Lage    | 1902                                   | Bossenquaderturm mit Pyramidendach, Unterbau, bezeichnet 1902, Architekt Friedrich Kunst, Karlsruhe; landschaftsbildprägend | weitere Bilder Fotos hochladen |